# Ecuación de Clausius-Mossoti
La ecuación de Clausius-Mossotti lleva el nombre del físico italiano Octavio Fabricio Mossotti, cuyo libro de 1850 analizó la relación entre las constantes dieléctricas de dos medios diferentes, y el físico alemán Rudolf Clausius, quien dio la fórmula de forma explícita en su libro de 1879 en el contexto no de constantes dieléctricas, sino de los índices de refracción.
La ley de Clausius-Mossotti se aplica a la constante dieléctrica de un dieléctrico que es perfecto, homogéneo e isotrópico:
| Símbolo                          | Nombre                                    | Unidad   | Fórmula                                                                   |
| -------------------------------- | ----------------------------------------- | -------- | ------------------------------------------------------------------------- |
| {\displaystyle \varepsilon _{r}} | Permitividad relativa                     |          | {\displaystyle \varepsilon _{r}={\frac {\varepsilon }{\varepsilon _{0}}}} |
| {\displaystyle \varepsilon }     | Permitividad absoluta                     | F / m    |                                                                           |
| {\displaystyle \varepsilon _{0}} | Permitividad del vacío                    | F / m    |                                                                           |
| {\displaystyle N_{A}}            | Número de Avogadro                        | mol-1    | {\displaystyle N_{A}={\frac {MN}{\rho }}}                                 |
| {\displaystyle M}                | Masa molar de la sustancia                | kg / mol |                                                                           |
| {\displaystyle N}                | Número de moléculas por unidad de volumen | m-3      |                                                                           |
| {\displaystyle \rho }            | Densidad                                  | kg / m3  |                                                                           |
| {\displaystyle \alpha }          | Polarizabilidad molecular                 | F m2     |                                                                           |

## Ecuación
La ecuación relaciona la permitividad del medio ({\displaystyle \varepsilon }) en términos de las propiedades moleculares, por tanto, asumiendo la expresión aproximada para el campo total en un medio dieléctrico:
| Símbolo                      | Nombre                        |
| ---------------------------- | ----------------------------- |
| {\displaystyle \mathbf {P} } | Vector polarización eléctrica |

El factor que acompaña a {\displaystyle \mathbf {P} } puede diferir de {\displaystyle {\frac {1}{3}}} aunque se ha asumido que es el orden correcto de magnitud. Para dieléctricos lineales,
{\displaystyle \mathbf {P} =N\alpha \left(\mathbf {E} +{\frac {\mathbf {P} }{3\varepsilon _{0}}}\right)}
{\displaystyle (\varepsilon _{r}-1)\mathbf {E} ={\frac {N\alpha }{\varepsilon _{0}}}\left(\mathbf {E} +{\frac {(\varepsilon _{r}-1)}{3}}\mathbf {E} \right)}
| Símbolo                          | Nombre                                    | Unidad |
| -------------------------------- | ----------------------------------------- | ------ |
| {\displaystyle \varepsilon _{r}} | Permitividad relativa                     |        |
| {\displaystyle \varepsilon _{0}} | Permitividad del vacío                    | F / m  |
| {\displaystyle N}                | Número de moléculas por unidad de volumen | m-3    |
| {\displaystyle \alpha }          | Polarizabilidad molecular                 | F m2   |

Puesto que {\displaystyle \epsilon =(4\pi \chi +1)}, sustituyendo en la ecuación anterior:

{\displaystyle \chi ={\frac {N\alpha }{1-4\pi N\alpha /3}}}

Dado que esta expresión fue derivada originalmente para valores con bajos valores de N, se cumple para materiales no polares más densos.

## Factor de Clausius-Mossotti
El factor de Clausius-Mossotti puede ser expresada en términos de permitividades complejas:

{\displaystyle K(\omega )={\frac {\epsilon _{p}^{*}-\epsilon _{m}^{*}}{\epsilon _{p}^{*}+2\epsilon _{m}^{*}}}}

{\displaystyle \epsilon ^{*}=\epsilon +{\frac {\sigma }{i\omega }}=\epsilon -{\frac {i\sigma }{\omega }}}

donde:
- {\displaystyle \epsilon } es la permitividad (el subíndice p se refiere a una esfera dieléctrica sin pérdidas en suspensión en un medio m)
- {\displaystyle \sigma } es la conductividad
- {\displaystyle \omega } es la frecuencia angular de la aplicación del campo eléctrico
- {\displaystyle i} es la unidad imaginaria, la raíz cuadrada de -1

En el contexto de manipulación electrocinético, la parte real del factor de Clausius-Mossotti es un factor determinante para la fuerza dielectroforética sobre una partícula, mientras que la parte imaginaria es un factor determinante para el par electrorotational sobre la partícula. Otros factores son, por supuesto, las geometrías de la partícula para ser manipulado y el campo eléctrico.  Mientras que {\displaystyle Re(K(\omega ))} se puede medir directamente por la aplicación de diferentes potenciales de CA directamente en los electrodos,, {\displaystyle Im(K(\omega ))} se puede medir por electro-rotación gracias a los métodos de captura de las mediciones ópticas.